# Semiplotus manipurensis
Semiplotus manipurensis är en fiskart som beskrevs av Vishwanath och Kosygin 2000. Semiplotus manipurensis ingår i släktet Semiplotus och familjen karpfiskar. IUCN kategoriserar arten globalt som otillräckligt studerad. Inga underarter finns listade i Catalogue of Life.